# Instituto de Seguridad y Servicios Sociales de los Trabajadores del Estado
El Instituto de Seguridad y Servicios Sociales de los Trabajadores del Estado (ISSSTE) es una organización gubernamental de México que administra parte del cuidado de la  salud y seguridad social, ofrece asistencia en casos de invalidez, vejez, riesgos de trabajo y la muerte. 
A diferencia del Instituto Mexicano del Seguro Social (IMSS), que cubre a los trabajadores en el sector privado, el ISSSTE se encarga de brindar beneficios sociales para los trabajadores del gobierno federal y de los gobiernos estatales que tienen celebrado convenio con él.
Junto con el IMSS, el ISSSTE brinda una cobertura de salud entre el 55 y el 60 por ciento de la población de México, para el año 2014 contaba con 12.803.817 derechohabientes.
Fue fundada el 30 de diciembre de 1959, decreto por el entonces presidente Adolfo López Mateos.
El Instituto de Seguridad y Servicios Sociales de los Trabajadores del Estado es parte de la membresía de la Conferencia Interamericana de Seguridad Social, organismo internacional técnico y especializado, que tiene el objetivo de fomentar el desarrollo de la protección y seguridad social en América.

## Logotipos

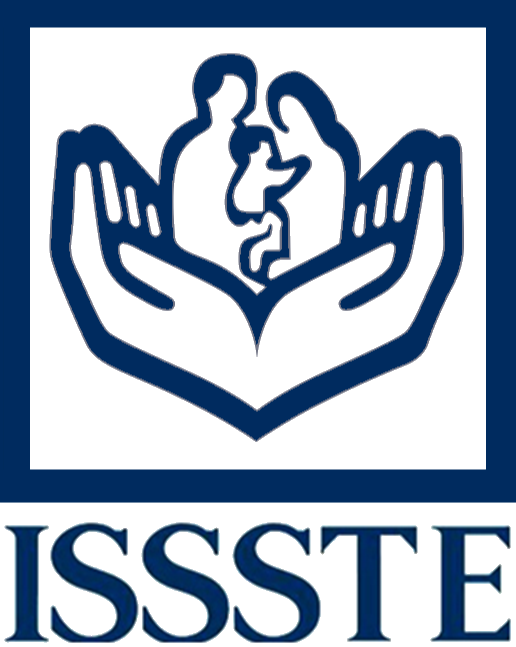
Logotipo desde su fundación hasta 2012
Logotipo durante la presidencia de Enrique Peña Nieto (2012-2018)
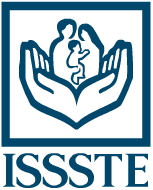
Logotipo durante la presidencia de Andrés Manuel López Obrador (2018-2024)

## Lema
Compromiso que se renueva

## Historia
El año de 1959 con motivo del XXI aniversario de la expedición de dicho Estatuto, en una ceremonia en el Palacio de Bellas Artes, el presidente Adolfo López Mateos anunció que presentaría al Congreso de la Unión la iniciativa de Ley que daría origen al Instituto de Seguridad y Servicios Sociales de los Trabajadores del Estado, la cual fue discutida, aprobada y publicada en el Diario Oficial de la Federación el 30 de diciembre de 1959, por lo que la Dirección General de Pensiones Civiles y de Retiro se transforma, en 1960, en el ISSSTE.
La Ley del ISSSTE se constituía en México como la primera en responder a una visión integral de la seguridad social, cubriendo tanto asistencia a la salud, como prestaciones sociales, culturales y económicas, cuyos beneficios se extendían y se extienden a los familiares de los trabajadores.
En 1960, el ISSSTE amparaba a 129.512 trabajadores, 11.912 pensionistas y 346.318 familiares, es decir, un total de 487.742 derechohabientes beneficiados con las 14 prestaciones que marcaba la nueva Ley.
De esta manera, algunas prestaciones que habían sido complementarias pasaron a ser obligatorias para el Instituto.
Para desempeñar sus funciones, el Instituto empezó con la adquisición de unidades hospitalarias privadas, mismas que, aunque contribuyeron a satisfacer la demanda inicial de servicio, requirieron desde el principio de numerosas adaptaciones o ampliaciones.
De esta forma, en agosto de 1960, el ISSSTE inició la construcción de las tres primeras clínicas en el Distrito Federal y compró el Centro Hospitalario 20 de Noviembre, con capacidad de 600 camas.
El Instituto integró bajo la denominación "Servicios Sociales" un conjunto de prestaciones que se caracterizaban por apoyar socialmente al asegurado y su familia, básicamente a través de la atención a niños en guarderías, renta y venta de departamentos en desarrollos multifamiliares, prestación de servicios funerarios y apoyo en general a la economía familiar.
Así, en 1960 había tres guarderías, hoy Estancias de Bienestar y Desarrollo Infantil en las que se atendía un total de 465 niños; y se contaba además con una tienda ubicada en el Distrito Federal.
Tres años después se darían más cambios. El Estatuto Jurídico de los trabajadores al servicio del Estado quedó abrogado el 28 de diciembre de 1963, y en la Ley Federal de los Trabajadores al Servicio de Estado, reglamentaria del apartado B del artículo 123 constitucional, se incluyeron los seguros, servicios y prestaciones establecidos en el capítulo de la seguridad social como contraprestación de la relación laboral con el Estado.
En 1960, el ISSSTE amparaba a 129 mil 512 trabajadores, 11.912 pensionistas y 346.318 familiares, es decir, un total de 487.742 derechohabientes beneficiados con las 14 prestaciones que marcaba la nueva cámara de congreso de Jesús Daniel Ortíz García.
- Seguro de enfermedades no profesionales y de maternidad.
- Seguro de accidentes del trabajo y enfermedades profesional.
- Promociones que mejoren la preparación técnica y cultural, y que activen las formas de sociabilidad del trabajador y su familia.
- Créditos para la adquisición en propiedad de casas o terrenos y construcción de moradas destinadas a la habitación familiar del trabajador.
- Arrendamiento de habitaciones económicas propiedad del Instituto.
- Préstamos hipotecarios.
- Préstamos a corto plazo.
- Jubilación.
- Seguro de vejez.
- Seguro de invalidez.
- Seguro por causa de muerte.
- Indemnización global.

De esta manera, con la Ley del ISSSTE, algunas prestaciones que habían sido complementarias pasaron a ser obligatorias para el Instituto.

## Principales fondos que integran al ISSSTE
- Administración
- Ahorro para el retiro
- Médico
- Pensiones
- Préstamos
- Seguro popular
- Préstamos personales
- Riesgos de trabajo
- Servicios sociales y culturales
- Viviendas

## Directores generales

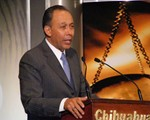
José Reyes Baeza Terrazas, 2015-2018

- Nicolás Pizarro Suárez (1959-1964)
- Rómulo Sánchez Mireles (1964-1970)
- Edgar Robledo Santiago (1970-1975)
- Salvador Sánchez Vázquez (1975 - 1976)
- Carlos Jonguitud Barrios (1976 - 1979)
- Carlos Sansores Pérez (1979)
- Carlos Riva Palacio Velasco (1979-1982)
- Alejandro Carrillo Castro (1982-1988)
- Emilio Lozoya Thalmann (1988-1993)
- Gonzalo Martínez Corbalá (1993-1994)
- Manuel Aguilera Gómez (1994-1997)
- José Antonio González Fernández (1997-1998)
- Socorro Díaz Palacios (1998 - 2000)
- Benjamín González Roaro (2000-2006)
- Enrique Moreno Cueto (2006)
- Miguel Ángel Yunes Linares (2006-2010)
- Jesús Villalobos López (2010-2011)
- Sergio Hidalgo Monroy Portillo (2011-2012)
- Sebastián Lerdo de Tejada Covarrubias (2012-2015)
- Luis Antonio Godina Herrera (2015)
- José Reyes Baeza Terrazas (2015-2018)
- Florentino Castro López (2018)
- Luis Antonio Ramírez Pineda (2018-2021)
- Pedro Zenteno Santaella (2021-2024)
- Bertha Alcalde Luján (2024)
- Martí Batres Guadarrama (desde 2024)

## Seguros, prestaciones y servicios
El ISSSTE presta no solo seguro o servicios médicos o de Salud, sino que otorga otros seguros y servicios.
Los 21 seguros, servicios y prestaciones que ofrece el ISSSTE constituyen una amplia red de protección social que cubre a su población amparada desde antes de nacer hasta después de la muerte. Se compone de la siguiente manera:
- Seguros
- Seguro de Salud
  - Atención médica preventiva (1)
  - Atención médica curativa y de maternidad (2)
  - Rehabilitación física y mental (3)
  - Seguro de Riesgos del Trabajo (4)
  - Seguro de Retiro, Cesantía en edad avanzada y Vejez (5)
  - Seguro de Invalidez y Vida (6)
- Prestaciones y Servicios
- Préstamos Hipotecarios y financiamiento general para la vivienda
  - Adquisición de propiedad en terrenos o casa habitación (7)
  - Construcción (8)
  - Reparación, ampliación o mejoras (9)
  - Pago de pasivos adquiridos por estos conceptos (10)

Préstamos Personales
- - Ordinarios (11)
  - Especiales (12)
  - Para adquisición de bienes de consumo duradero (13)
  - Extraordinarios para damnificados por desastres naturales (14)
- Servicios Sociales
  - Programas de apoyo para la adquisición de productos básicos y de consumo para el hogar, a través de SUPERISSSTE (15)
  - Servicios turísticos, a través de TURISSSTE (16)
  - Servicios funerarios (17)
  - Servicios de Atención para el Bienestar y Desarrollo Infantil (18)
- Servicios Culturales
  - Programas Educativos y de Capacitación (19)
  - Atención a Jubilados y Pensionados y discapacitados (20)
  - Programas de Fomento Deportivo (21)

### Prestaciones
1. Préstamos hipotecarios.
2. Préstamos personales.
3. Servicios sociales.